# Археологические памятники Ташкента

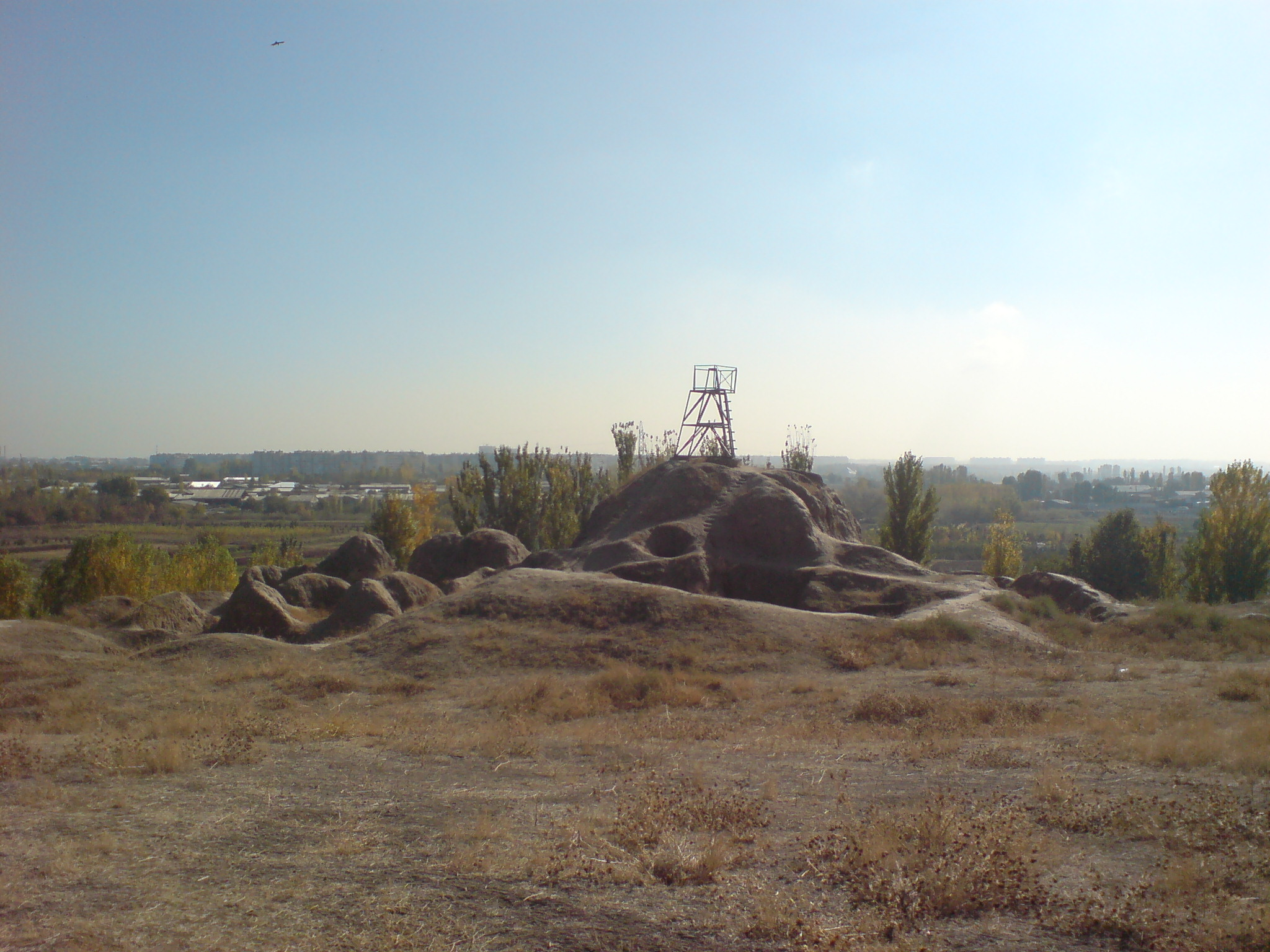
Общий вид городища Шаштепа

Археологические памятники Ташкента включают в себя стоянки, городища, поселения, могильники, обнаруженные на территории современного Ташкента. 
Стремительно развивающаяся и разрастающаяся в последние десятилетия столица Узбекистана, вобрала в себя многочисленные археологические памятники разных категорий и временной принадлежности, наиболее древними из которых, являются стоянки первобытного человека эпохи палеолита на берегах каналов Бозсу и Каракамыш. В восточной части города были обнаружены могильники кочевых племён бронзового века. Археологическое изучение Ташкентского оазиса установило, что он был крайним форпостом на северной границе расселения древнеземледельческой культуры, появившейся в эпоху поздней бронзы. Исследование древних городищ Ташкента показывает непрерывное развитие осёдлых поселений начиная с середины I тысячелетия до н.э.

## Типология и хронология

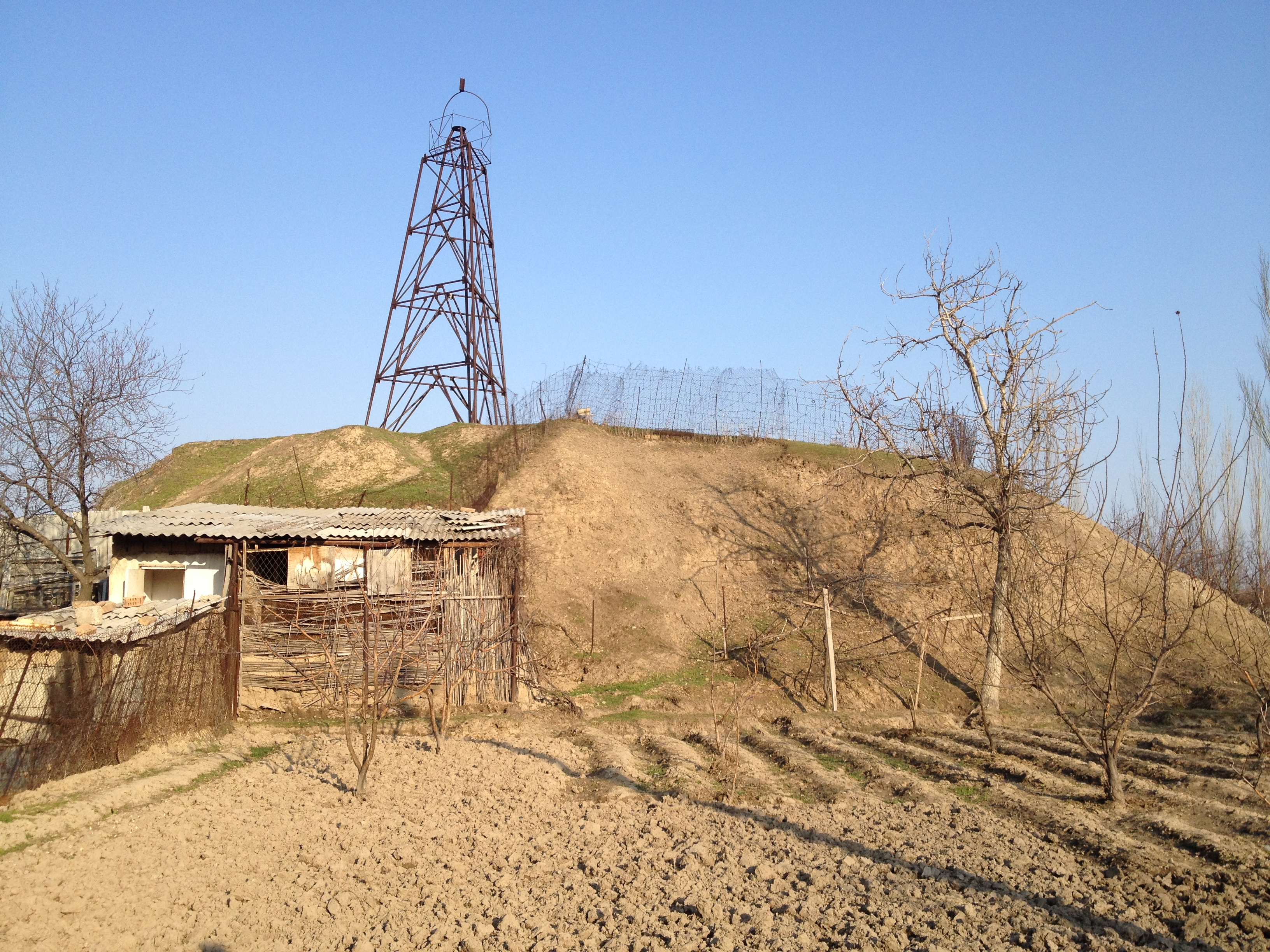
Вид на цитадель Карабаштепа с западной стороны

Наиболее древними следами пребывания человека на территории города являются найденные первобытные орудия труда. В 1942 году Н. М. Соколовым в месте слияния каналов Бозсу и Каракамыш было обнаружено палеолитическое местонахождение Бозсу 1. В 1954 году А. В. Головченко и О. И. Исламовым найдено местонахождение Бозсу 2. Позднее по берегу канала Г. В. Парфёновым были также выявлены местонахождения орудий труда эпохи палеолита Бозсу 3—6. В 1959 году И. А. Анбаевым было открыто местонахождение Каракамыш. Эти археологические памятники свидетельствуют о начале обживания этой территории первобытным человеком более 40 тысяч лет назад. В 1966 году В. А. Захаревичем на левом берегу канала Бозсу была найдена уникальная стоянка Кушилиш, относящаяся к эпохе позднего палеолита. 

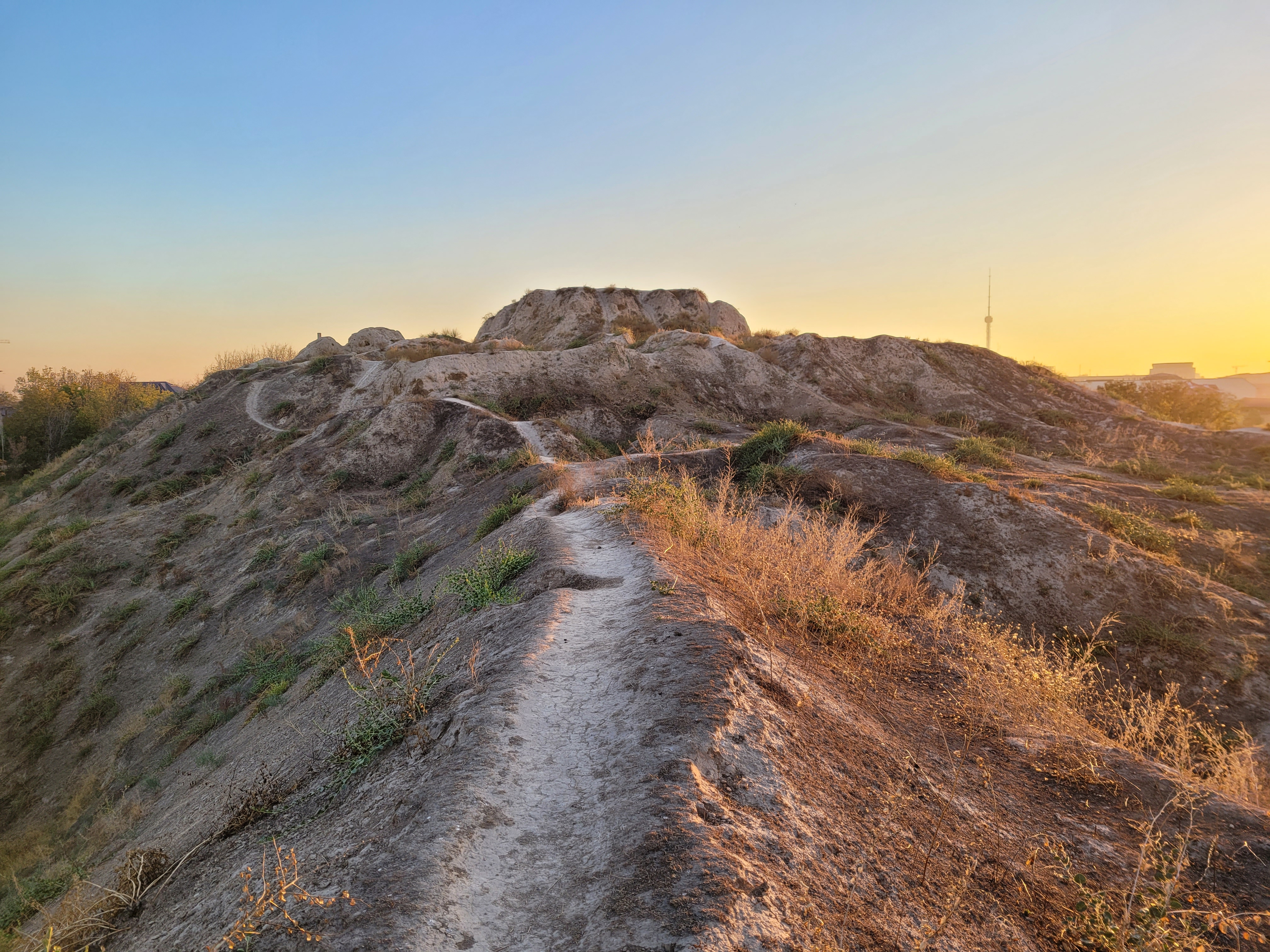
Общий вид городища Юнусабад Актепа

Территория современного Ташкента была обитаема и в эпоху бронзы, когда здесь жили кочевые племена, носители Андроновской культуры (середина 2 тысячелетия до н.э.). На Чильдухтарантепе был обнаружен могильник оставленный этими племенами, а в местности Серкали на берегу Каракамыша стоянка с остатками жилищ.
Расположенный в долине реки Чирчик Ташкентский оазис представлял собой хорошо обводнённую плодородную долину, удобную для освоения и развития земледелия с древних времён. Археологические памятники относящиеся к первым осёдлым поселениям земледельцев в основном расположены по оси оросительных систем Джун—Салар—Карасу и Бозсу—Калькауз—Каракамыш. В первой оросительной системе находятся наиболее древние городища и поселения — Шаштепа, Кугаиттепа, Мингурюк, Бузгантепа, Таукаттепа, Тарнауштепа, Карабаштепа. Самым древним оседлым городищем на территории Ташкента является Шаштепа, датированная VI веком до н.э. Остальные городища и поселения были основаны в первых веках н.э., в большей части из них были обнаружены находки относящиеся к культуре Каунчи. 
В этой же оросительной системе и частично в системе Бозсу—Каракамыш, находятся археологические памятники второй очереди освоения Ташкентского оазиса: Юнусабад Актепа, Аката, Кулактепа, Сагбан Актепа, Чагатай Актепа, Тешиккуприктепа, Чиланзар Актепа, Фазылтепа, Карабаштепа, Ханабадтепа, Шахнишинтепа, Хиабантепа. Эта группа городищ была основана в V—VI вв н.э. В VI—VII вв регион переживает расцвет, из небольших поселений и крепостей развиваются города, которые становятся центрами торговли и ремесла. В этот период наиболее значительным городом Шаша,  который был в это время одним из центров согдийской культуры, являлся Мингурюк. После практически полного уничтожения в процессе арабского завоевания городов и поселений Ташкентского оазиса в середине VIII века, жизнь в нём замирает до середины X века.
Археологические памятники третьей очереди освоения Ташкентского оазиса, преимущественно находятся в оросительной системе Бозсу—Калькауз—Каракамыш, это поселения Наразтепа, Казахмазартепа, Учтепа и городище Бинкет, их основание относится к началу IX века. В этот же период также происходит вторичное обживание некоторых городищ первой и второй очередей освоения.
Из археологических памятников относящихся к послемонгольскому периоду, следует выделить Караташскую баню (XV—XVI вв), как единственный в Ташкенте образец гражданской постройки, относящийся к этому времени.

## История изучения

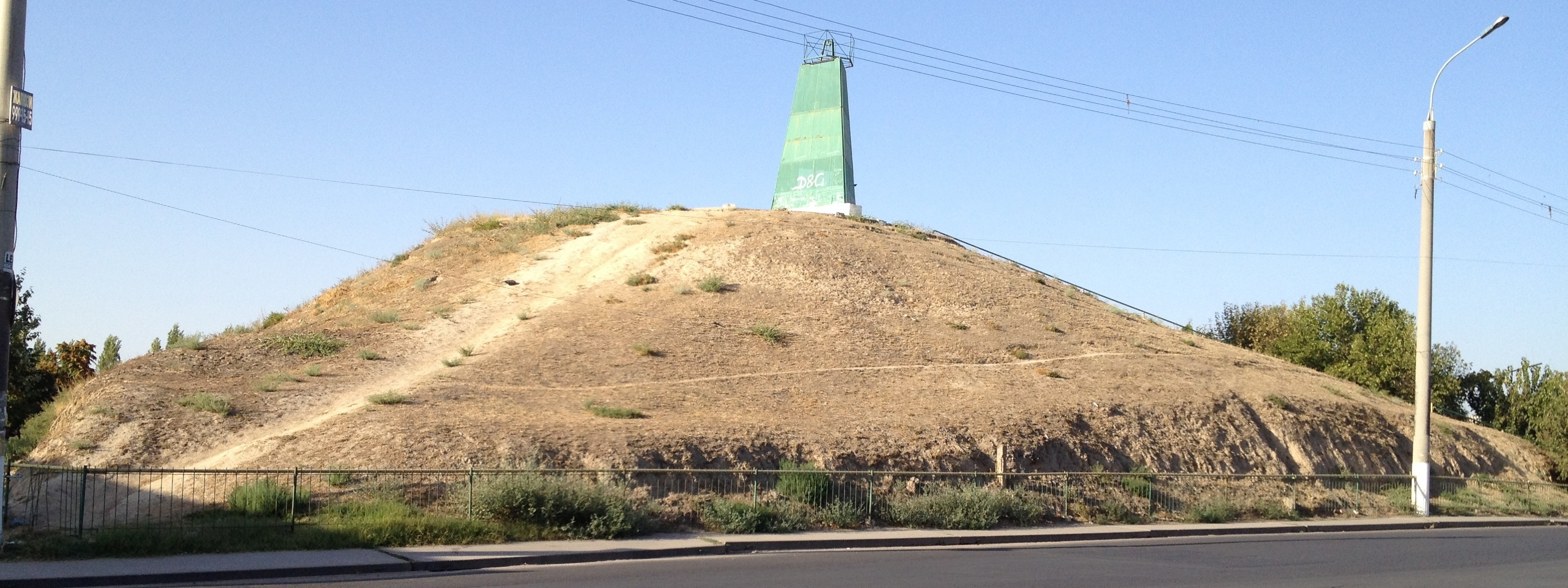
Цитадель Чагатай Актепа

Изучение археологических памятников Ташкента началось во второй половине XIX века. Ранее также предпринимались попытки восстановления истории города по отрывочным упоминаниям в средневековых источниках. Как правило, публикации того времени были большей части неточны и помимо фактологического материала, содержат и крайне сомнительные мифологические сведения. По словам М. Е. Массона, в основе большинства этих исследований лежала легенда об «Эски Ташкенте», древнем городе расположенном на берегу Чирчика в 40 км от современной границы Ташкента, который его жители покинули в результате какой-то неназванной катастрофы и перешли в поселение, которое находилось в нынешнем местоположении города ещё до арабского нашествия. До того момента, согласно легенде, территория современного Ташкента была необитаемой. 

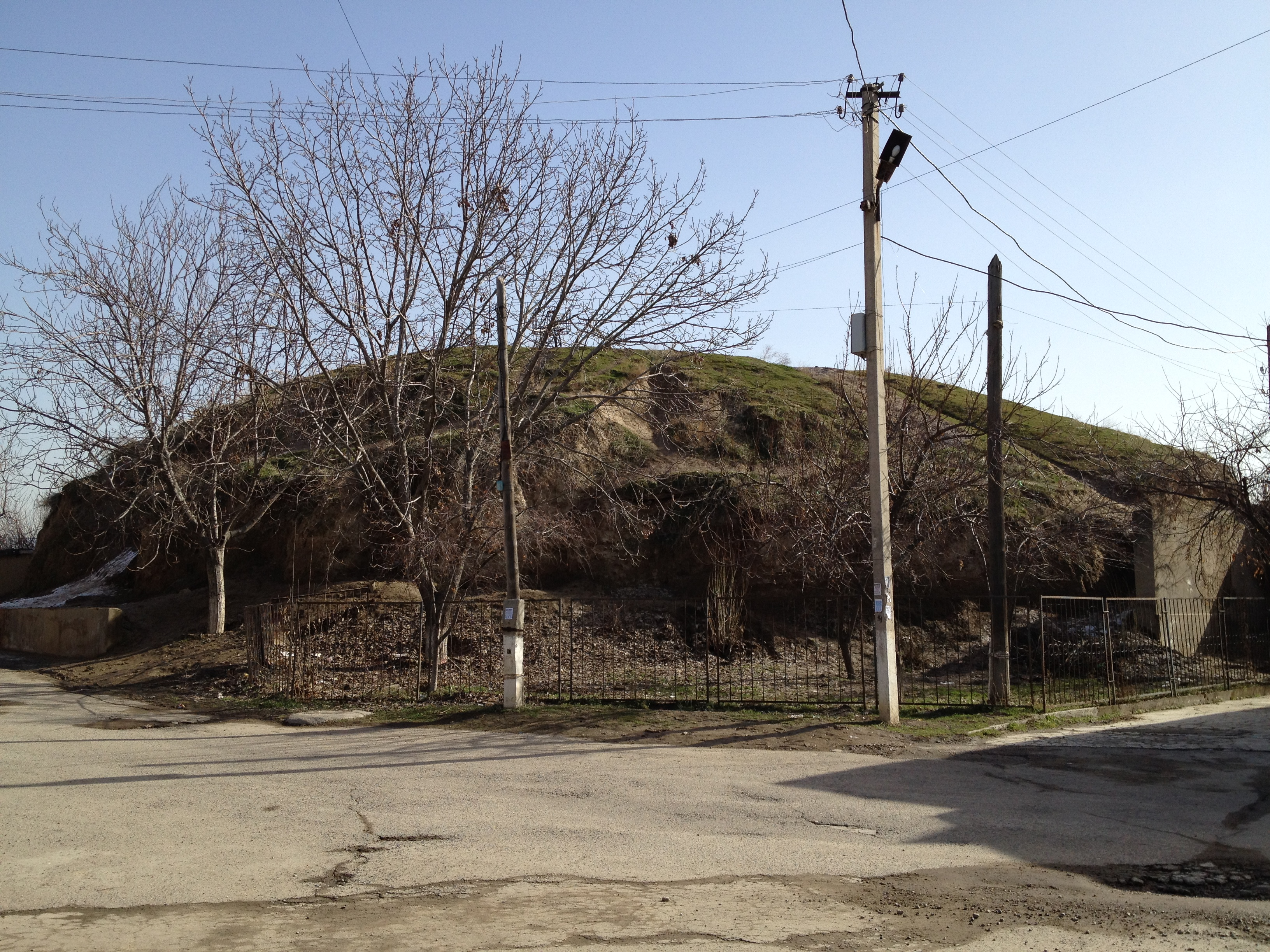
Общий вид Фазылтепа с северо-западной стороны

Интерес возникший к культуре Средней Азии в середине XIX века, породил множество «собирателей древностей», именно они стали первыми исследователями археологических памятников города. В 1896 году был опубликован «Очерк археологических изысканий в Туркестанском крае до учреждения Туркестанского кружка любителей археологии» Н. Лыкошина, в котором он приводил сведения о найденных древних монетах и предметах: бомбовидных сосудов обнаруженных у Чагатайских ворот, оссуариях с берегов канала Карасу, а также о раскопках Шартепы и курганов, произведённых директором гимназии Н. П. Остроумовым в 1887 и 1893 годах. 
В конце XIX века Ташкент посетили многие российские учёные. Востоковед А. Л. Кун, собиравший материал для учебных обществ Российской империи, в Ташкенте он в том числе занимался сбором археологических находок, которые отправил в 1871 году в Петербург. Н. И. Веселовский, проводивший археологическую разведку в городе и сделавший правильное предположение, что ташкентские тепа являются оплывшими руинами городищ. П. И. Лерх, призвавший исследователей старины к более тщательному описанию и сохранению археологических и этнографических памятников. В 1895 году в Ташкенте открылся Туркестанский кружок любителей археологии, под началом Н. П. Остроумова, имеющий большие заслуги в деле археологического изучения города. 
Большой вклад в составление археологической летописи Ташкента принадлежит Е. Т. Смирнову. Он первым описал основные городища города Мингурюк, Ханабад и Ногайкурган, сделал важное наблюдение, распределения плотности городской агломерации от очерёдности освоения оросительных систем. Н. П. Наливкин первым описал городище Юнусабад Актепа, в то время расположенное за городом, в 4 километрах от его границы. Д. С. Граменицкий, М. С. Косценич, И. Т. Пославский произвели сбор информации о городище Ханабадтепа. В 1896 году Н. П. Остроумов произвёл раскопки на берегу канала Джун в городище Шаштепа. Большая заслуга в изучении письменных источников по истории Ташкента принадлежит В. В. Бартольду. Опубликованные им статьи: «Туркестан в эпоху монгольского нашествия», «К истории орошения Туркестана», «История культурной жизни Туркестана» стали основополагающими материалами в вопросах исторической топографии Шаша. Бартольд одним из первых отождествил Бинкет из арабских источников X века с Ташкентом.
Следующий этап изучения археологических памятников города связан с созданным в 1920 году Туркомстарисом, впоследствии Средазкомстарис и Узкомстарис, просуществовавшим до 1928 года, основной деятельностью которого была охрана исторических памятников. В 1920-х годах исследованиями истории города занимались Н. Г. Маллицкий, В. А. Шишкин. М. Е. Массоном было проведено подробное археолого-топографическое обследование Ташкента. В. Д. Жуков, под руководством Массона, совместно с архитекторами Ш. Ратия и Л. Н. Ворониным обследовал городские холмы и окрестности города; А. И. Тереножкин и В. Л. Воронина провели раскопки Актепа; Т. Миргиязов обследовал городища и холмы, Д. Д. Букинич вёл наблюдения за ирригационной системой города, М. Е. Воронец — наблюдения на территории Ташкента и в его окрестностях, Я. Г. Гулямов — наблюдения в окрестностях Ангрена. 
Во время Великой Отечественной войны и в послевоенные годы исследования проводились кафедрой археологии Средней Азии Ташкентского государственного университета под руководством М. Е. Массона. В этот период была проведена рекогносцировка ряда городищ: обследованы территории примыкающие к Кукчинским и Лабзакским воротам, кладбищу Ходжа ва Ходжа, в южном районе города — Чиланзаре (Тешикликтепа, Хастепа, урочище Науза, Козиабад, Домбрабад); в восточной части Ташкента были исследованы, так называемые никифоровские земли; в окрестностях города — Ханабадтепа, Таукаттепа, Ногайкурган, Кугаиттепа, Ниязбек-кала. В 1950—1960-х годах археологические работы проводились Институтом истории и археологии Академии наук Узбекской ССР, Главным управлением по охране памятников культуры при Министерстве культуры и Музеем истории народов Узбекистана. 
С 1967 года наиболее значимые исследования проводились Ташкентской археологической экспедицией, созданной для всестороннего изучения территории Ташкента в связи с масштабным строительством, развёрнутом в период восстановления города после разрушительного Ташкентского землетрясения 1966 года. За время работы экспедиции было идентифицировано 46 археологических объектов, среди них 5 городищ, 25 замков и поселений; большая часть которых была обнаружена непосредственно при рытье котлованов и траншей в период строительства.

## Местоположение
Археологические памятники Ташкента, включённые в список «Объектов материального культурного наследия Узбекистана республиканского значения».
| Номер в перечне | Название       | Периоды           | Адрес и координаты                       |
| --------------- | -------------- | ----------------- | ---------------------------------------- |
| 1               | Наразтепа      | X—XV века н.э.    | улица Карасарай, кладбище Ибрахим ота    |
| 2               | Сагбан Актепа  | V—XII века н.э.   | улица Сагбан, массив Каракамыш 2/3       |
| 3               | Чагатай Актепа | неопределено      | улица Фараби, около Медицинской Академии |
| 4               | Хиабантепа     | VII—XII века н.э. | улица Фараби, кладбище Чигатай           |

| Номер в перечне | Название | Периоды           | Адрес и координаты |
| --------------- | -------- | ----------------- | ------------------ |
| 5               | Мингурюк | VIII-IX века н.э. | улица Маштабиб, 31 |

| Номер в перечне | Название    | Периоды           | Адрес и координаты                                 |
| --------------- | ----------- | ----------------- | -------------------------------------------------- |
| 6               | Алтынтепа   | IV—VIII века н.э. | улица Ломоносова                                   |
| 7               | Шартепа     | I—XV века н.э.    | улица Темура Малика, православное кладбище Шуртепа |
| 8               | Садокаттепа | VII—XII века н.э. | улица Буюк Ипак йули, примыкает к мечети Тура бувы |

| Номер в перечне | Название    | Периоды                       | Адрес и координаты                                      |
| --------------- | ----------- | ----------------------------- | ------------------------------------------------------- |
| 9               | Кугаиттепа  | I—XII века н.э.               | улица Саъдий                                            |
| 10              | Ханабадтепа | VI—XV века н.э.               | массив Дустлик, кладбище Ханабад                        |
| 11              | Шаштепа     | IV век до н.э. — XII век н.э. | улица Чаштепа, недалеко от нового моста и массива Эркин |

| Номер в перечне | Название       | Периоды        | Адрес и координаты                                            |
| --------------- | -------------- | -------------- | ------------------------------------------------------------- |
| 12              | Фазылтепа      | V—X века н.э.  | массив Чиланзар, 26-квартал, улица Фазылтепа, 2-й проезд      |
| 13              | Казахмазартепа | IX-X века н.э. | массив Чиланзар, 13-квартал, улица Лутфий, кладбище Чупон-ота |

| Номер в перечне | Название        | Периоды        | Адрес и координаты                            |
| --------------- | --------------- | -------------- | --------------------------------------------- |
| 14              | Тешиккуприктепа | V—X века н.э.  | восточная сторона станции метро Мирзо Улугбек |
| 15              | Хирмантепа      | V-VI века н.э. | улица Катартал                                |

| Номер в перечне | Название        | Периоды           | Адрес и координаты                                           |
| --------------- | --------------- | ----------------- | ------------------------------------------------------------ |
| 16              | Бинкаттепа      | IX—XIII века н.э. | пересечение улиц Чорсу и Заркайнар                           |
| 17              | Чиланзар Актепа | VI—XII века н.э.  | улица Нуравшан                                               |
| 18              | Шахнишинтепа    | X век н.э.        | улица Кукча дарвоза, в районе кладбища Шейха Зайнуддина бобо |

| Номер в перечне | Название        | Периоды            | Адрес и координаты            |
| --------------- | --------------- | ------------------ | ----------------------------- |
| 19              | Юнусабад Актепа | V—VIII века н.э.   | массив Юнусабад, 17-квартал   |
| 20              | Кулактепа       | VII-VIII века н.э. | массив Юнусабад, 4-квартал    |
| 21              | Чаштепа         | IV—VIII века н.э.  | массив Юнусабад, 19-квартал   |
| 22              | Аката           | неопределено       | около 17-й городской больницы |

| Номер в перечне | Название    | Периоды        | Адрес и координаты |
| --------------- | ----------- | -------------- | ------------------ |
| 23              | Тарнауштепа | VI—Х века н.э. | улица Навруз, 78   |